# Полярис (Marvel Comics)
Полярис (настоящее имя Лорна Дэйн; англ. Polaris, Lorna Dane) — супергероиня Marvel Comics и также член Людей-Икс. Созданная писателем Арнольдом Дрэйком и художником Джимом Стеранко, она сначала появилась в выпуске № 49 X-Men (октябре 1968). Полярис — мутант, которая обладает способностью управлять магнетизмом. Она давно подозревала, что Магнето — её биологический отец, и это недавно подтвердилось. Вопрос происхождения Полярис был источником её неуравновешенности, которая осложнила её давнюю связь с одним из Людей икс Хавоком, с которым она была помолвлена. Она дочь Магнето и единокровная сестра Ртути и Алой ведьмы (однако не является ей после реткона). Она была членом команды мутантов Фактор-Икс.

## История публикации
Полярис была создана писателем Арнольдом Дрейком и художником Джимом Стеранко, первый раз она появилась в Uncanny X-Men #49 (октябрь 1968). Как член Людей Икс она появилась в X-Men Vol. 1 #60 в 1969 году, и оставалась членом команды до образования новой команды Людей Икс в Giant-Size X-Men. Полярис появлялась в качестве поддержки для команды задолго до присоединения к новому воплощению команды Фактор-Икс в X-Factor #70 (сентябрь 1991), и оставалась с ней до X-Factor #149 (сентябрь 1998).

## История персонажа
У матери Лорны был роман с Магнето, в итоге это привело к рождению Полярис. Сюзанна держала в тайне от мужа то, что Лорна дочь Магнето. Когда Лорне было три года, Арнольд обнаружил, что она дочь Магнето. В самолете в то время как родители спорили, Лорна расстроилась и закричала, в этот момент её сила проявилась, тем самым она случайно убила своих родителей. После авиакатастрофы её нашли Магнето и Иллюзионист, который по просьбе Магнето стер ей воспоминания о случившемся.
Её взяли на воспитание семья Дэйнов, которые, считалось, приходились матери Лорны сестрой и шурином. Дэйны никогда не говорили Лорне, что они не были её родителями, чтобы не травмировать её. Лорна не знала истории об авиакатастрофе, а также о том, что она приёмная, пока ей не исполнилось двадцать.
Лорна Дэйн родилась с зелёными волосами, которые её приёмные родители, а потом и она, всегда держали окрашенными в каштановый цвет, чтобы Лорна не отличалась от других. Цвет волос Дэйн был единственным признаком проявления снаружи её необычной генетической структуры. Она имела скрытый потенциал к магнитным способностям, но отсутствовали определённые генетические факторы, которые позволили бы ей использовать эти способности. При нормальном развитии, Дэйн никогда бы не смогла использовать свои способности. Однако вмешательство Самуэля «Старра» Саксона, мастера робототехники, чьи мозговые образцы позже были сохранены в Машине-Кузнеце, изменило нормальный ход её развития. Саксон построил андроида-дубликата Магнето, мутанта с обширными магнитными способностями, который в то время считался погибшим, а также небольшую армию андроидов с необычными способностями, которых Саксон назвал Полу-Людьми (Demi-Men). Замысел Саксона заключался в том, что он собирался использовать этих андроидов для личного обогащения и получения власти, выдав этих андроидов за мутантов, которых боялся весь мир.
Саксон решил, что он нуждается в нескольких настоящих мутантах, чтобы те помогли ему вести армию андроидов, в то время, как сам Саксон оставался в тени, отдавая приказы через робота-Магнето. Первым настоящим мутантом в армии Саксона под предводительством робота-Магнето стал Месмеро (Mesmero), который стал заместителем Магнето. Тогда, Саксон решил, что мутант, который был бы естественным источником обширной магнитной силы, будет полезен в делах с его армией стальных андроидов. Из неизвестных источников Саксон приобрёл «Генератор Душ», прибор, который имеет некоторые технические особенности, схожие с машиной Чарльза Ксавье, Церебро. Месмеро использовал Генератор, чтобы обнаружить мутанта со скрытыми магнитными способностями в Северной Америке. Самым ближайшим мутантом с такими способностями оказалась Лорна Дэйн, которая была вынуждена отправиться в Сан-Франциско, где в тот момент находился Месмеро. Месмеро и его андроиды захватили Лорну и переправили её на базу в пустыне, где они поместили девушку в «генетический стимулятор», который изменил её генетическую структуру таким образом, чтобы позволить ей использовать прежде скрытые способности. Тем временем, Месмеро использовал свои гипнотические способности на Лорне, чтобы она сочувствовала фальшивому Магнето в его убеждениях. Также, её убедили в том, что она являлась дочерью Магнето, и унаследовала свои способности от него.
Однако вскоре Месмеро ослабил контроль над Дэйн, так как был уверен в том, что она будет подчиняться её воображаемому отцу независимо от того, что случится. Напротив, после того как один из Людей Икс, Человек-Лёд, доказал ей, что Магнето не был её отцом, а также рассказал об авиакатастрофе, Лорна Дэйн присоединилась к Людям Икс в борьбе против «Магнето». Месмеро и Магнето-робот бежали, Полу-Люди были уничтожены, а Саксон вынужден был вернуться к работе наёмного убийцы, который исполнял заказы с помощью своих роботов.
Какое-то время Лорна испытывала романтические чувства к Роберту Дрейку (Человек-Лёд), но в конечном счёте влюбилась в Алекса Саммерса, также известного как Хэйвок. Ни Дэйн, ни Саммерс не желали больше вести жизнь искателей приключений, но зато обнаружили, что они оба испытывают интерес к геофизике. Лорна и Алекс взялись за исследования по этому предмету в районе горной цепи Диабло в Калифорнии. Так как они проводили большую часть их времени вдали от людей, Дэйн перестала перекрашивать волосы в каштановый цвет. Ни Дэйн (которая позже взяла псевдоним «Полярис»), ни Саммерс никогда не являлись долгое время Людьми Икс, но несмотря на это, они всегда помогали Людям Икс в чрезвычайных ситуациях как в прошлом, так и в будущем.
Свой текущий костюм, сконструированный по проекту Ши’ар, Лорна получила, когда её сознанием завладел агент Ши’ар Дэван Шакари, который служил Д’кену, свергнутому императору Галактики Ши’ар. От контроля Дэвана её освободил Чарльз Ксавье.
Какое-то время Полярис была ментально охвачена Малис, одной из членов Мародёров, команды убийц. Вскоре после этого, восстановив своё доброе имя, Полярис столкнулась с её предполагаемой сестрой Заладаной, волшебницей, обосновавшейся на Дикой Земле. Заладана временно похитила магнитные способности Полярис. Удивительно, но в результате Полярис развила дополнительные способности, включающие сверхчеловеческую силу и выносливость, а также Лорна значительно выросла в габаритах.
В конечном счёте, Полярис восстановила её нормальные размеры и способности. Она возобновила романтические отношения с Хэвоком, и они оба присоединились к новой правительственной версии команды Фактор Икс. Она оставалась членом Фактора Икс в течение многих лет.

## Другие версии
Ultimate Marvel
В Ultimate Marvel Лорна не является дочерью Магнето, она лучшая ученица из академии Будущего по поддержанию мира, возглавляемой Эммой Фрост. Лорна является подругой Хэвока и бывшей девушкой Циклопа. Во время спасательной операции Полярис теряет контроль над своими силами и случайно убивает несколько человек, но все это было подстроено Мистик и Изобретателем. После этого Лорну заключают в Трискелион с Магнето, где во время сражения Людей-Икс и Алтимейтс, Магнето хочет, чтобы Лорна вместе с ним сбежала из тюрьмы, но Полярис отказывается, при этом оскорбляя его. Магнето бьет её стулом по голове, и Лорна теряет сознание, затем к ним в камеру заглядывают Мистик и Изобретатель. Вместе со своими подчинёнными, Магнето берёт бессознательную Полярис в плен, затем они сталкиваются с Хэвоком и Полярной Звездой, к которым на помощь приходят Люди-Икс. Им удается остановить Магнето, после этого Лорна уже приходит в себя и обвинение с неё были сняты, и она возвращается в академию Будущего.
Полярис была убита во время Ультиматума вместе с остальными в академии Будущего за исключением Алекса Саммерса. Вскоре её тело было похоронено вместе с другими погибшими мутантами.

## Силы и способности
Мутантные силы Полярис, которые оригинально были скрытыми, позволяли ей чувствовать и управлять магнетизмом, включая манипуляцией металлами, восприимчивыми к этой силе. Она тоже может управлять земным магнетическим полем, что позволяет ей летать, генерировать магнетические энергетические импульсы и создавать силовые поля. У неё ярко-зелёные волосы — это первое указание её мутации. Сначала она покрасила волосы в каштановый, чтобы скрыть свою мутацию. В недавних комиксах она появляется с характерными ей зелёными волосами. Полярис является мутантом альфа-уровня и, в отличие от своего отца, Магнето, который является мутантом омега-уровня, она не способна генерировать сопоставимое количество энергии.

## Появление вне комиксов

### Мультсериалы
- Полярис появлялась в нескольких эпизодах мультсериала «Люди Икс», где её озвучила Терри Хоукс. Она входила в состав Людей Икс, но вскоре покинула его вместе с Ледяным Человеком, от которого так же ушла и вступила в команду «Икс-Фактор», в который так же входили Кузнец, Хавок, Ртуть, Множитель, Волчица и Здоровяк. Во время нашествия Фаланги была, как и многие мутанты, захвачена, но позже была освобождена и помогала в борьбе с инопланетной угрозой.
- В мультсериале «Росомаха и Люди Икс» Полярис была озвучена Лизой дель Мондо. Она, как и в комиксах, является дочерью Магнето, который очень любит и оберегает свою дочь. Лорна оказалась единственной выжившей после атаки на Геношу и участвует в нескольких эпизодах будущего, где сначала враждует с Профессором Икс, а затем спасает его и других мутантов от Стражей, уничтожив их своей силой.

### Телевидение
- Эмма Дюмон исполнила роль Полярис в телесериале «Одарённые».